# Contea di Lai'an
La contea di Lai'an (来安县S, Lái'ān XiànP) è una contea della Cina, situata nella provincia dell'Anhui.